# Cephaloscyllium ventriosum
Il Cephaloscyllium ventriosum Garman, 1880 è uno squalo della famiglia Scyliorhinidae.

## Areale
Vivono nella zona subtropicale orientale dell'Oceano Pacifico, nella fascia di latitudini compresa tra 40° N e 37° S.

## Habitat
Preferiscono la parte di oceano al di sopra della piattaforma continentale scegliendo quella a pendenza maggiore in tutta la zona compresa tra la spiaggia e le profondità più grandi. Il loro habitat preferito prevede un fondale roccioso, ricoperto di alghe o da altre piante. 
Abitano le acque tra la superficie ed i 460 metri di profondità, anche se prediligono quelle comprese tra i 5 ed i 37 metri.

## Aspetto
Raggiunge lunghezze di circa un metro, e può ingrandire il suo corpo gonfiandosi di aria o acqua per ingannare i predatori.
Nel 2014 è stato scoperto che la pelle di questo squalo è fluorescente e assume una debole luminosità verde quando il pesce nuota in acque profonde (fin dove arrivano gli ultimi raggi di luce blu).

## Comportamento
Si tratta di un animale notturno. Nel loro ambiente naturale, si possono riunire in gruppo durante il riposo, a volte impilati uno sopra l'altro.

### Dieta
Si nutrono di pesci ossei sia vivi che morti e probabilmente anche di crostacei.

### Riproduzione

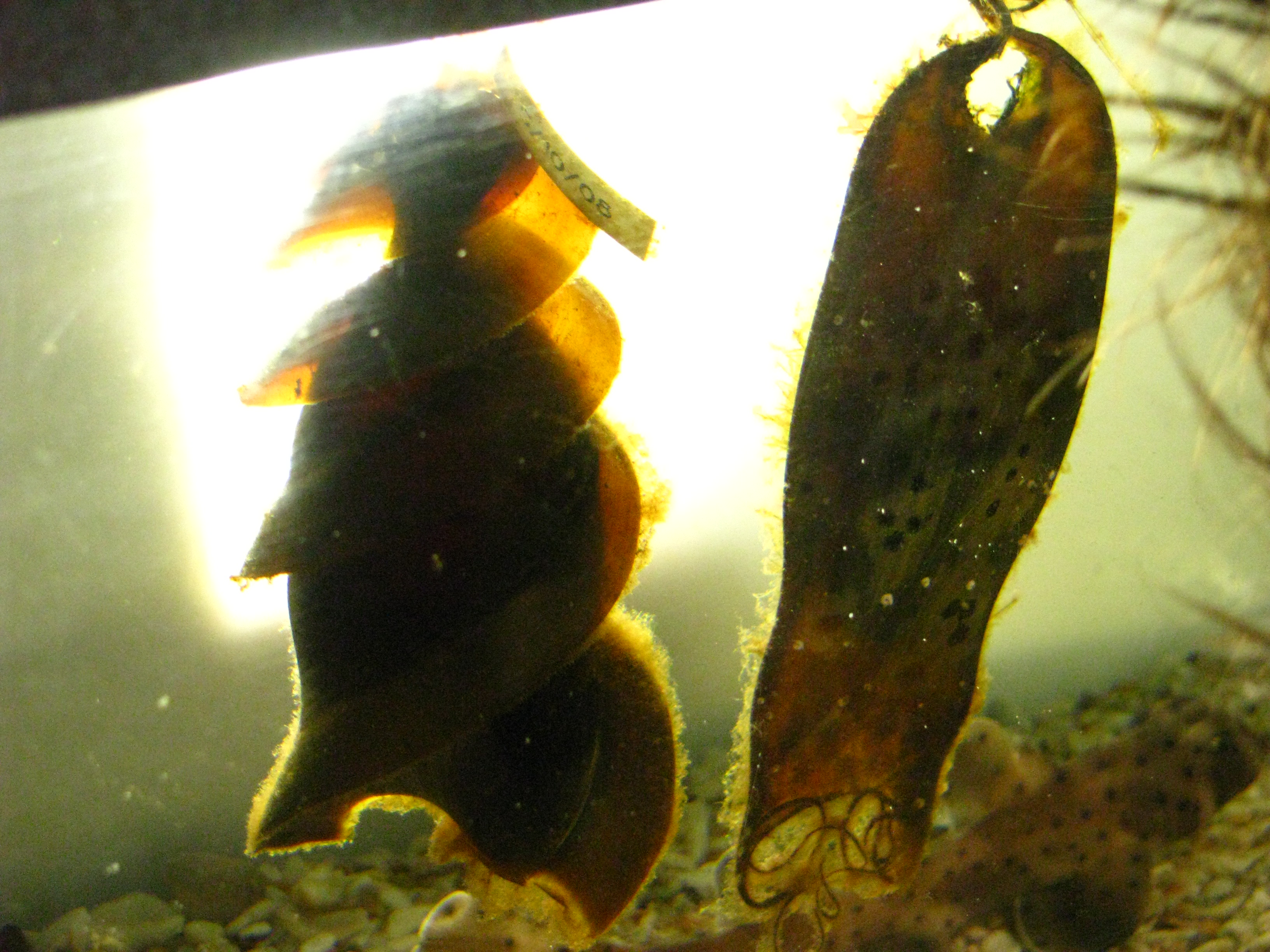
Borsellini delle sirene tipici della specie.

Il loro metodo di riproduzione è oviparo. Una volta accoppiati questi animali depongono degli involucri simili a sacche sul fondo del mare. Ogni sacca contiene l'embrione di uno squalo. Dopo diversi mesi la sacca si apre e lo squalo neonato è pronto per uscire.

## Interazioni con l'uomo
Normalmente, di fronte agli esseri umani, questi squali rimangono immobili, ma se minacciati si gonfiano fino a raggiungere il doppio delle loro dimensioni.
Possono vivere in acquario per diversi anni e le femmine riescono a deporre uova in cattività.
Sono a volte catturati da pescatori sportivi, ma la loro carne non si mangia.